# ダブルトラック (音楽)
音楽におけるダブルトラック (英語: double track) とは、録音技術の一つで、多重録音（オーバー・ダビング）手法の一つを指す。
英語本来の意味としては、「2つの」を表す "double" と「道、軌道、軌跡」などを表す "track" の複合語。"track" は、録音用磁気テープの「音帯」や、映画フィルムの動画以外の音声を録音する部分「録音帯」（"sound track"、サウンドトラックの語源）から転じて「楽曲」を指すようにもなった。

## 概要
楽曲のレコーディングの際に、主として同一の者が行うボーカルラインやギターソロなどのラインを2回以上重ね録り（オーバー・ダビング）すること。歌唱に限って強いて表現するならば「一人によるユニゾン」の状態に聞こえる。
基本的には、一度のボーカルパートまたは演奏パートにつき、一つの録音トラックを使用し、次以降の編集段階でピンポン録音という手法により、同一のボーカルラインや楽器演奏を録音したトラックを一つにまとめる場合もありうる。二重録り（ダブル）を超える場合も、聞く段階ではダビング回数を特定しづらいため、一般的には「ダブルトラック」という表現を使うことが多い。
スタジオ機器やエフェクターなどが発達した近年でも、モジュレーションやショートディレイとは違った独特の効果を得るために広く使われている。
まれに、エフェクターやスタジオ機器により一度の歌や演奏をステレオ状態に振り分け、左右から聞こえるような効果を使った際にも、この用語が使われる場合もある。

## 著名な録音例
- 有名な例として、ビートルズの セカンドアルバム『ウィズ・ザ・ビートルズ』以降の楽曲の、多くのリードボーカルで聞くことが可能。
- バディ・ホリーのシングル『ワーズ・オブ・ラブ』。
- ニルヴァーナの『スメルズ・ライク・ティーン・スピリット』
- 日本のアーティストでは、小松未歩がこの手法をデビュー作から一貫して使用している。